# Martin Zrzavecký
Martin Zrzavecký (* 3. srpna 1973 Rokycany) je český politik a manažer, v letech 2014 až 2018 primátor města Plzně, v letech 2018 až 2022 radní města Plzně, v letech 2006 až 2016 zastupitel Plzeňského kraje (z toho v letech 2008 až 2010 radní kraje), v letech 2006 až 2010 zastupitel Městského obvodu Plzeň 4.

## Život
Nedokončil studium na střední průmyslové škole strojnické, později si udělal výuční list pro obor strojní mechanik pro stroje a zařízení na středním odborném učilišti v Plzni. Výuční list získal v červnu 1990. V listopadu 2014 se na internetu objevil výuční list, kde bylo uvedeno, že neuspěl u učňovské zkoušky. Zrzavecký ho označil za falešný.
Od roku 1993 soukromě podniká. V letech 1995 až 2000 byl zaměstnancem společnosti Expand (obchodní zástupce, produktový manažer pro síťová řešení, projektant komunikačních systémů, marketingový pracovník v reklamě, technik-montér).
Následně působil na několika manažerských postech, mimo jiné byl obchodním ředitelem, jednatelem a společníkem ve firmě Absolute Czech Trade (1999 až 2001). Dále působil jako obchodní ředitel ve společnosti Klimo (2000 až 2001), ředitel firmy Knorr – vybavení koupelen (2003 až 2004) a obchodní ředitel, vedoucí prodeje a projektový manažer v podniku Plzeňský nábytek (2004 až 2007).
Mezi lety 2001 a 2003 byl zaměstnancem firmy En-Data, v níž zastával pozice obchodní ředitel, produkt manažer eBusiness řešení a internetových služeb, marketing a projekt manažer.
Vzhledem ke své politické funkci byl členem dozorčí rady Plzeňské energetiky (2007 až 2008) a členem představenstva Plzeňských městských dopravních podniků (2011 až 2012). Od roku 2011 je také členem dozorčí rady akciové společnosti MERO ČR.
Martin Zrzavecký je ženatý a má dvě děti. Žije v Plzni, konkrétně v Lobzích.

## Politické působení
V roce 1998 se stal členem České strany sociálně demokratické (od roku 2023 Sociální demokracie). Ve straně byl zároveň členem Ústředního výkonného výboru ČSSD s hlasem rozhodujícím, předsedou Městského výkonného výboru ČSSD Plzeň-město a předsedou Okresního výkonného výboru ČSSD Plzeň.
Do politiky se pokoušel vstoupit, když v komunálních volbách v roce 1998 kandidoval za ČSSD do Zastupitelstva Městského obvodu Plzeň 4, ale neuspěl. Zastupitelem městského obvodu se stal až po volbách v roce 2006, kdy vedl kandidátku ČSSD. V letech 2007 až 2010 předsedal tamnímu Kontrolnímu výboru. Ve volbách v roce 2010 mandát zastupitele obhájil (později však rezignoval). Kandidoval i ve volbách v roce 2014, ale neuspěl (stal se prvním náhradníkem). Zvolen nebyl ani ve volbách v roce 2018.
V komunálních volbách v roce 2006 kandidoval za ČSSD také do Zastupitelstva města Plzně, ale neuspěl. Zvolen byl až ve volbách v roce 2010 a v listopadu 2010 se stal náměstkem primátora pro ekonomickou oblast.
V komunálních volbách v roce 2014 vedl kandidátku ČSSD do Zastupitelstva města Plzně. Mandát zastupitele města obhájil a i když ČSSD skončila až na třetím místě, podařilo se jí v rámci povolebních jednání získat post primátora. Dne 6. listopadu 2014 tak byl Martin Zrzavecký zvolen primátorem statutárního města Plzně. V komunálních volbách v roce 2018 byl lídrem kandidátky ČSSD do Zastupitelstva města Plzně, mandát zastupitele obhájil. Ve volbách však získala ČSSD pouze tři zastupitele a skončila až šestá, ale i přesto se stala součástí městské koalice s druhou ODS, vítězným hnutím ANO a čtvrtou TOP 09. Novým primátorem se dne 15. listopadu 2018 stal Martin Baxa z ODS. Zrzavecký se v rámci dohody koaličních stran stal radním pro oblast bezpečnosti.
Do vyšší politiky se pokoušel vstoupit, když v krajských volbách v roce 2000 kandidoval za ČSSD do Zastupitelstva Plzeňského kraje, ale neuspěl. Do krajského zastupitelstva se nedostal ani ve volbách v roce 2004 (skončil jako druhý náhradník), ale po rezignaci dvou kolegů se do něj v roce 2006 dostal. Mandát krajského zastupitele pak obhájil jak v krajských volbách v roce 2008, tak v roce 2012. V zastupitelstvu působil jako člen Finančního výboru, člen Komise pro správu majetku a v letech 2008 až 2010 také jako radní kraje. Ve volbách v roce 2016 již nekandidoval.
V létě 2025 SOCDEM opustil kvůli jejímu vyjednávání o společné kandidatuře s hnutím Stačilo!.